# Крістіан Гансон (хокеїст)
Крістіан Девід Гансон (англ. Christian David Hanson, нар. 10 березня 1986, Гленс-Фоллс, Нью-Йорк) — американський хокеїст, що грав на позиції центрального нападника. Грав за збірну команду США.
Його батько — Дейв Гансон, також був професійним хокеїстом та зіграв роль Джека Гансона у фільмі «Удар по воротах»

## Ігрова кар'єра
Хокейну кар'єру розпочав 2003 року в ХЛСШ.
Усю професійну клубну ігрову кар'єру, що тривала 8 років, провів, захищаючи кольори команди НХЛ «Торонто Мейпл-Ліфс» та низки інших команд нижчих північноамериканських ліг.
Загалом провів 42 матчі в НХЛ.
Виступав за збірну США, на головних турнірах світового хокею провів 6 ігор в її складі.

## Статистика

### Клубні виступи
| Сезон        | Клуб                 | Ліга         | Регулярний сезон | Регулярний сезон | Регулярний сезон | Регулярний сезон | Регулярний сезон | Плей-оф | Плей-оф | Плей-оф | Плей-оф | Плей-оф |
| Сезон        | Клуб                 | Ліга         | І                | Г                | П                | О                | ШХ               | І       | Г       | П       | О       | ШХ      |
| ------------ | -------------------- | ------------ | ---------------- | ---------------- | ---------------- | ---------------- | ---------------- | ------- | ------- | ------- | ------- | ------- |
| 2003–04      | «Трі-Сіті Шторм»     | ХЛСШ         | 58               | 11               | 8                | 19               | 35               | 9       | 2       | 1       | 3       | 4       |
| 2004–05      | «Трі-Сіті Шторм»     | ХЛСШ         | 60               | 19               | 33               | 52               | 23               | 9       | 1       | 2       | 3       | 8       |
| 2005–06      | Університет Нотр-Дам | ЦСХА         | 23               | 1                | 2                | 3                | 14               | —       | —       | —       | —       | —       |
| 2006–07      | Університет Нотр-Дам | ЦСХА         | 33               | 6                | 2                | 8                | 24               | —       | —       | —       | —       | —       |
| 2007–08      | Університет Нотр-Дам | ЦСХА         | 47               | 13               | 9                | 22               | 57               | —       | —       | —       | —       | —       |
| 2008–09      | Університет Нотр-Дам | ЦСХА         | 37               | 16               | 15               | 31               | 28               | —       | —       | —       | —       | —       |
| 2008–09      | «Торонто Мейпл-Ліфс» | НХЛ          | 5                | 1                | 1                | 2                | 2                | —       | —       | —       | —       | —       |
| 2009–10      | «Торонто Марліс»     | АХЛ          | 38               | 12               | 19               | 31               | 35               | —       | —       | —       | —       | —       |
| 2009–10      | «Торонто Мейпл-Ліфс» | НХЛ          | 31               | 2                | 5                | 7                | 16               | —       | —       | —       | —       | —       |
| 2010–11      | «Торонто Марліс»     | АХЛ          | 58               | 13               | 21               | 34               | 51               | —       | —       | —       | —       | —       |
| 2010–11      | «Торонто Мейпл-Ліфс» | НХЛ          | 6                | 0                | 0                | 0                | 4                | —       | —       | —       | —       | —       |
| 2011–12      | «Герші Берс»         | АХЛ          | 52               | 10               | 11               | 21               | 42               | —       | —       | —       | —       | —       |
| 2012–13      | «Провіденс Брюїнс»   | АХЛ          | 67               | 12               | 17               | 29               | 53               | 12      | 1       | 2       | 3       | 8       |
| 2013–14      | «Чикаго Вулвс»       | АХЛ          | 63               | 5                | 11               | 16               | 32               | 9       | 2       | 0       | 2       | 4       |
| 2014–15      | «Сан Воллей Санс»    | ВДХЛ         | 4                | 7                | 1                | 8                | 0                | —       | —       | —       | —       | —       |
| 2014–15      | «Ставангер Ойлерс»   | ГЕТ          | 9                | 2                | 4                | 6                | 4                | 15      | 3       | 4       | 7       | 18      |
| 2015–16      | «Сан Воллей Санс»    | ВДХЛ         | 2                | 1                | 1                | 2                | 4                | —       | —       | —       | —       | —       |
| Усього в НХЛ | Усього в НХЛ         | Усього в НХЛ | 42               | 3                | 6                | 9                | 22               | —       | —       | —       | —       | —       |

### Збірна
| Рік                | Команда            | Турнір             | Місце              | І | Г | П | О | ШХ |
| ------------------ | ------------------ | ------------------ | ------------------ | - | - | - | - | -- |
| 2010               | США                | ЧС                 | 13-е               | 6 | 0 | 1 | 1 | 2  |
| Національна збірна | Національна збірна | Національна збірна | Національна збірна | 6 | 0 | 1 | 1 | 2  |